# Carl Oesterley junior

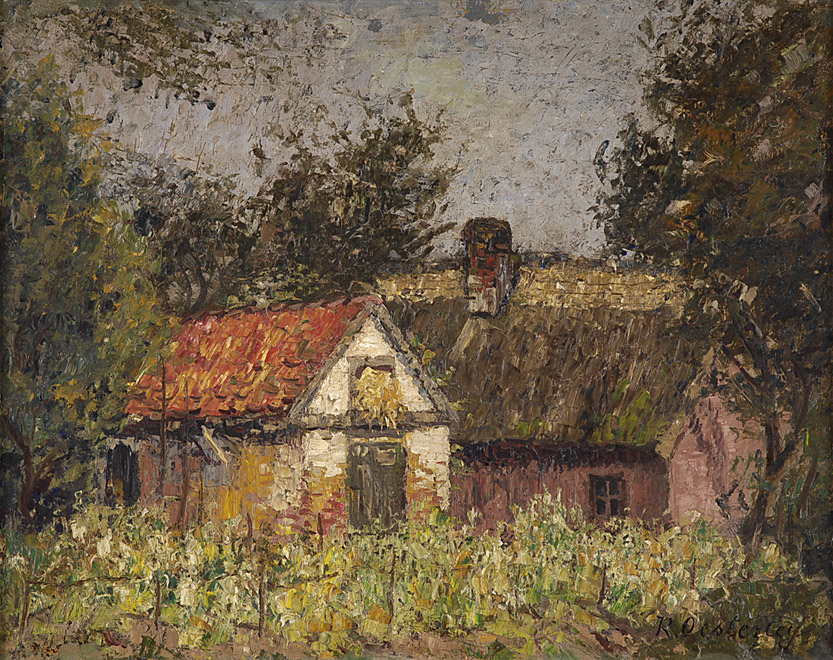
Bauernhof. Privatsammlung

Karl (Carl) August Heinrich Ferdinand Oesterley (* 23. Januar 1839 in Göttingen; † 16. Dezember 1930 in Blankenese) war ein deutscher Landschaftsmaler des Naturalismus und Impressionismus.

## Leben

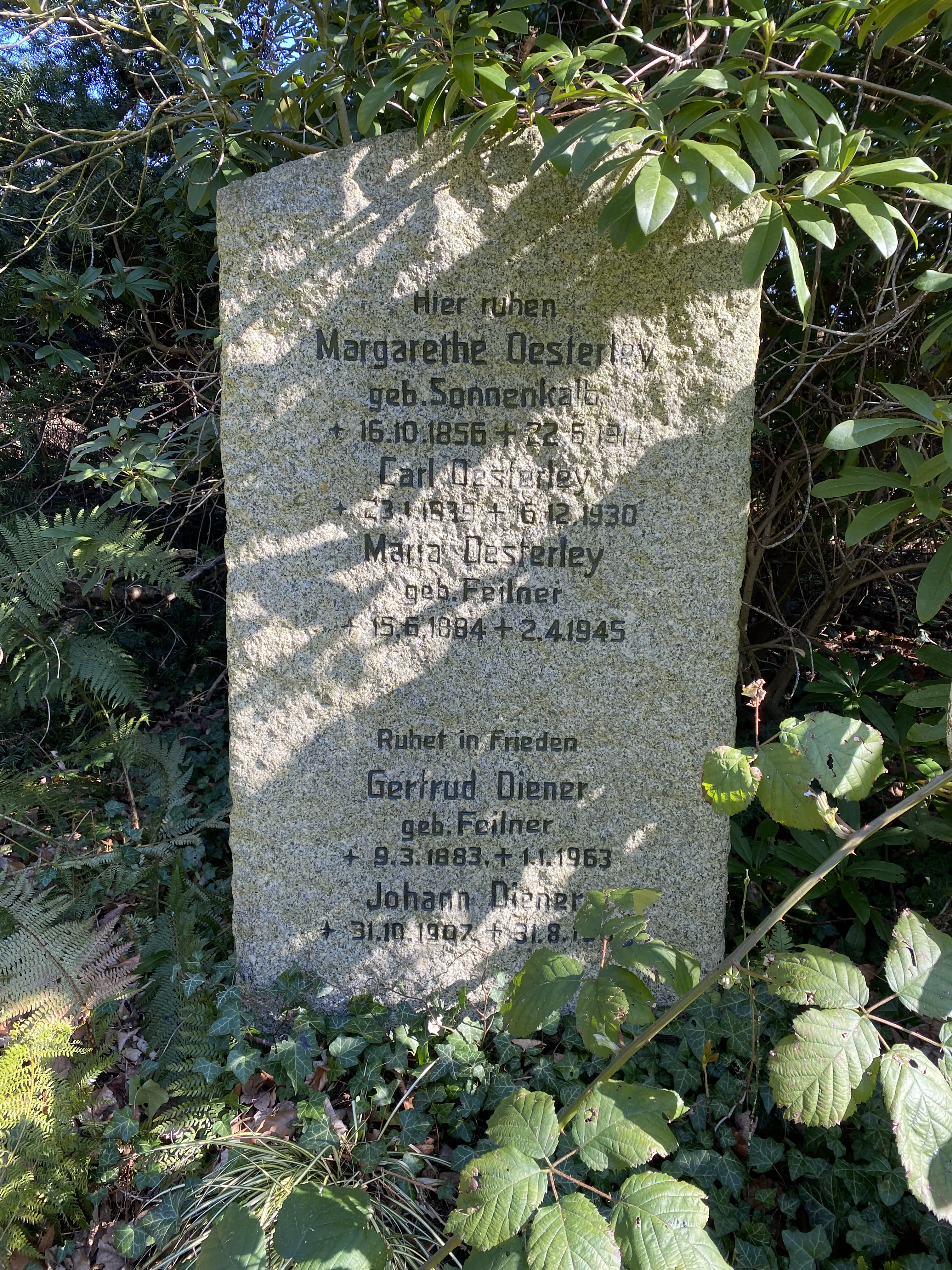
Grabstein auf dem Friedhof Blankenese

Ebenso wie seine Schwestern Marie Oesterley und Luise Oesterley erhielt Carl seinen ersten Zeichenunterricht von seinem Vater Carl Oesterley senior (1805–1891). Er besuchte das Polytechnikum in Hannover und ging 1857 auf die Kunstakademie Düsseldorf, wo er sich unter Ernst Deger und Eduard Bendemann für die religiöse Malerei ausbildete. Während eines Aufenthalts in Lübeck, wo er 1865 Hans Memlings Greveraden-Altar kopierte, begann er sich für die Landschafts- und Architekturmalerei zu interessieren. Er malte Landschaften an der Wakenitz und Lübecker Architekturen. Seine wiederholten Studienreisen nach Norwegen, die er seit 1870 fast jährlich unternahm, regten ihn zu einer Reihe von Bildern aus der nordischen Landschaft an. Er betätigte sich auch als Porträtmaler. Er lebte seit 1885 Blankenese bei Hamburg. Er war Mitglied des Hamburger Künstlervereins von 1832.
Oesterley wird auch international auf dem Kunstmarkt gehandelt, zum Beispiel in Deutschland und in den Vereinigten Staaten. Während Gemälde des kleineren Formats (Öl/Lw; 28 × 39 cm) bei Ketterer für 800 € geschätzt werden, erreichen großformatige Werke auch 3000 € Schätzpreis. Seine naturalistischen Werke sind weitaus häufiger anzutreffen als die impressionistischen. Letztere sind Raritäten. Er signierte seinen Vornamen mit „C“ oder „K“. Oesterley junior wurde auf dem Friedhof Blankenese beigesetzt. Die Grabstätte existiert nicht mehr, der Grabstein steht heute im dortigen Grabsteinfreilichtmuseum.

## Ehrungen
- Medaille 1. Klasse der Kunstausstellung im Glaspalast (München)
- Oesterleystraße in Blankenese
- Oesterleystraße in Hannover

## Werke

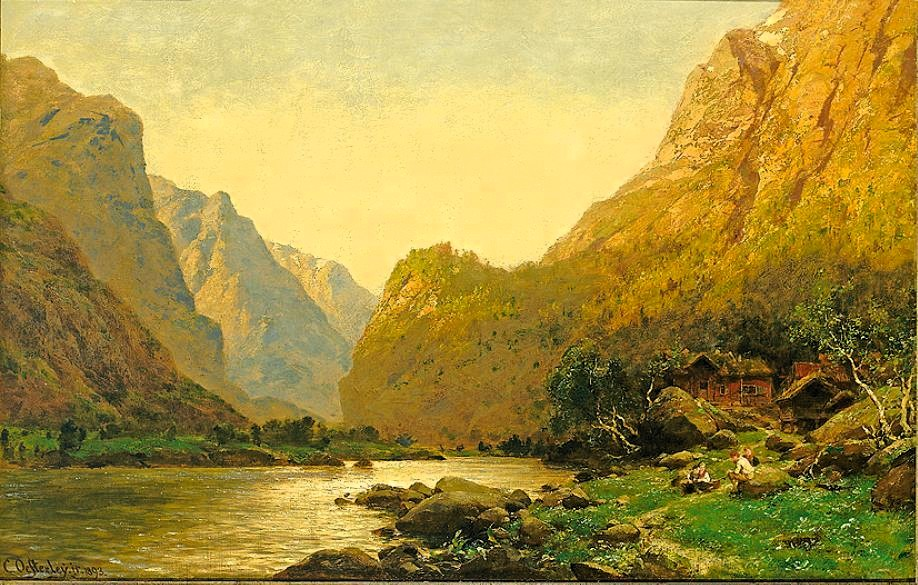
Carl Oesterley jun.: Romantische Flusslandschaft mit Personenstaffage an einem prachtvollen Sommertag (1893)

Seine durch Glanz des Kolorits und der Beleuchtung sowie durch großartige Auffassung ausgezeichneten Hauptwerke sind:
- Mitternachtstimmung bei den Lofoten
- Norwegische Gebirgsschlucht
- Romsdalsfjord, norwegischer Fjord
- Raftsund im nördlichen Norwegen (1879, Museum in Breslau)
- Am Saltenfjord (1882, Kunsthalle in Hamburg)
- Lodenwand (1885, Berliner Nationalgalerie)
- Norwegischer Waldweiher (1891, Museum in Hannover)
- Fischer im Fjord (1892)
- Nordische Sommernacht
- Oldenvand im Nordfjord
- Loenvand (1895)
- Der Geirangerfjord (1898)
- Bauernhof
- Blankenese (1906)
- Hamburg-Uhlenhorst mit dem Uhlenhorster Fährhaus

## Arbeiten im Museumsbesitz
Neben zahlreichen wichtigen nationalen sowie internationalen Sammlungen, fanden Oesterleys Werke unter anderem auch in folgenden Institutionen ihren Platz, darunter Museen in Breslau, Braunschweig, Leipzig oder Lübeck in der städtischen Galerie Mannheim (An der Wakenitz zu Lübeck):
- Galerie Neue Meister in Dresden
- Hamburger Kunsthalle
- Landesmuseum Hannover
- Nationalgalerie Berlin
- Museum für Hamburgische Geschichte